# 安福春雄
安福 春雄（やすふく はるお、1907年（明治40年）1月1日 - 1983年（昭和58年）8月3日）は、日本の能楽師（大鼓方）である。

## 経歴・人物
群馬県高崎市に生まれる。幼少の頃に上京し、1918年（大正7年）に12歳で『猩々』にて初舞台を踏んだ。その後は東京音楽学校（現在の東京芸術大学）に入学し、卒業後は清水正徳の門人となる。高安流の大鼓方を学び、1937年（昭和12年）には母校の東京芸術大学にて1977年（昭和52年）の退職まで講師として復帰し教鞭を執った。1927年（昭和2年）には兵隊検査により、第二次世界大戦が終戦するまで数回にわたり兵役となった。終戦後の1946年（昭和21年）には16代目の宗家を務めた高安道喜の急逝により、同宗家の代理となる。
その後は17代目の宗家預かりに昇格し、1954年（昭和29年）には記念すべき第1回能楽渡欧団のメンバーとなりヴェネツィアで開催された国際演劇祭にて上演し海外進出を果たした。また同年には後継者の育成のために能楽三役養成会の講師となり、大学退職後の1977年には主任を務め多くの門人を輩出する事に貢献した。初舞台となった『道成寺』や『松風』等多くの舞台に立ち、安福の技法は大変優れたものとして1970年（昭和45年）に人間国宝に認定された。墓所は雑司ヶ谷霊園。

## 受章歴・栄典
- 紫綬褒章（1971年）
- 勲四等旭日小綬章（1977年）
- 芸術祭賞 優秀賞（1969年）
- 芸術祭賞 レコード部門賞（1973年）

## 門人
- 安福建雄 - 長男[2]。
- 柿原崇志
- 国川純
- 佃良勝

## 著書
- 『高安流大鼓 序の巻』- 1968年（昭和43年）刊行[4]。
- 『高安流大鼓囃子集成 天の巻』- 1977年刊行[4]。

## DVD
能楽名演集1（NHKエンタープライズ、以下同）
- 宝生流「鉢木」近藤乾三 近藤乾之助 松本謙三 野口敦弘 三宅藤九郎 三宅右近 一噌正之助 三須錦吾（幸正影） 安福春雄

能楽名演集2
- 宝生流「羽衣」野口兼資 松本謙三 森茂好 松本義 一噌正之助 北村一郎 安福春雄 観世元信／「綾鼓」高橋進 近藤乾之助 森茂好 野村万作 藤田大五郎 大倉長十郎 安福春雄 観世元信
- 喜多流「通小町」後藤得三 粟谷新太郎 松本謙三 藤田大五郎 幸祥光 安福春雄／「鶴（新作能）」喜多実 塩津哲生 藤田大五郎 穂高光晴 安福春雄 金春惣右衛門

能楽名演集3
- 能 観世流『卒都婆小町』梅若六郎／半能『松虫』梅若六郎 豊嶋十郎 藤田大五郎 北村一郎 安福春雄
- 能 観世流『俊寛』観世寿夫／能『猩々乱』観世寿夫 宝生弥一 寺井政数 幸祥光 安福春雄 金春惣右衛門